# Ron Kiefel
Ronald Alexander „Ron” Kiefel (ur. 11 kwietnia 1960 w Wheat Ridge) – amerykański kolarz szosowy, brązowy medalista olimpijski.

## Kariera
Największy sukces w karierze Ron Kiefel osiągnął w 1984 roku, kiedy reprezentacja USA w składzie: Ron Kiefel, Roy Knickman, Davis Phinney i Andrew Weaver zdobyła brązowy medal w drużynowej jeździe na czas podczas igrzysk olimpijskich w Los Angeles. Był to jedyny medal wywalczony przez Kiefela na międzynarodowej imprezie tej rangi. Na tych samych igrzyskach wziął także udział w indywidualnym wyścigu ze startu wspólnego, który ukończył na dziewiątej pozycji. Ponadto Amerykanin zwyciężył w Giro di Toscana w 1988 roku, był trzeci  w Tour de Luxembourg w 1992 roku, a dwa lata później zajął trzecie miejsce w Redlands Bicycle Classic. Ponadto w 1985 roku jako pierwszy kolarz z USA zwyciężył w jednym z etapów Giro d'Italia (w klasyfikacji generalnej zajął 60. miejsce). Kilkakrotnie startował w Tour de France, ale bez sukcesów. Dwukrotnie zdobywał złote medale mistrzostw kraju, ale nigdy nie zdobył medalu na szosowych mistrzostwach świata.